# دائرة التقطيع
دائرة التقطيع أو المقطع (بالإنجليزية: Clipper)‏ في الإلكترونيات هي دائرة شائعة وتستخدم على نطاق واسع صممت لمنع إشارة كهربائية من أن تتجاوز قيمة معينة من الجهد، دون تشويه النطاق ما تحت هذا الجهد.
تتكون معظم دوائر التقطيع من عنصر خطي (مقاومة) وعنصر غير خطي (كالصمام الثنائي)، ولا تحتوي على عناصر مخزنة للطاقة (كالمكثفات)، حيث يمكن لدوائر التقطيع حذف أجزاء عند الجزء الموجب أو عند الجزء السالب من الإشارة المطبقة، ويمكن للمقطعات أن تعمل عند مستوى واحد أو مستويين اثنين.

تقطيع الجهد يحد الجهد على قيمة معينة دون تشويه شكل الموجة

## أنواعه

### مقطع بالدايود

جهد تقطيع موجب

يمكن صنع مقطع بسيط باستخدام صمام ثنائي ومقاومة، ليحد الجهد عند قيمة VOUT (بالضبط عند جهد العتبة لدى الصمام المستعمل حوالي 0.7v) ويمكن ضبط جهد التقطيع على أية قيمة مرغوبة، وذلك بإضافة مصدر جهد مرجعي، كما تبين الصورة جانبه جهد مرجعي موجب، ويمكن أن يكون سالبا كما يمكن أن يكون موجبا.
أبسط دائرة للجهد المرجعي هي عبارة عن مجزئ الجهد،

### صمام زينر

دائرة تقطيع كلا الإتجاهين باستعمال صمامين زينر

في الدائرة جانبه صمامين من نوع زينر مستعملين لتقطيع الإشارة الداخلة VIN، في كلا الإتجاهين، ويكون تقطيع الجهد على قيمة تساوي قيمة العتبة للانحياز العكسي للصمام زينر + قيمة الانحياز الأمامي للصمام الآخر.

### دائرة تقطيع بمضخم عملياتي
عنما يتطلب الأمر تقطيع إشارات بدقة عالية أو تقطيع إشارات ضعيفة، تعطي دوائر الصمام الثنائي نتائج غير محكمة، إذن يمكن صنع مقطعات عالية الدقة بوضع دوائر الصمام تلك في الارتجاع السالب للمضخم العملياتي، وتستعمل هذه الطريقة أيضا في المقومات الدقيقة.

## تصنيف دوائر التقطيع
يمكن تقسيم دوائر التقطيع إلى قسمين، وذلك حسب تركيب الصمام:
- Series Clippers : يكون الصمام مركب على التوالي مع الحمل.
- Shunt Clippers : يكون الصمام مركب بين طرفي الحمل.

يمكن أيضا تصنيف دوائر التقطيع حسب توجيه الصمام (انحياز أمامي أو انحياز عكسي)، والتوجيه يحدد أي نصف من الموجة سيتم تقطيعه، (النصف الموجب أو النصف السالب):
يمكن إضافة عنصر مصدر للجهد (يسمى في هذه الحالة biasing elements) على التوالي مع الصمام لتقطيع الإشارة على أي مستوى مطلوب.
- مقطع دايود موجه في الانحياز الموجب.
- مقطع دايود موجه في الانحياز السالب.

يمكن تقطيع الإشارة على مستويين اثنين، وذلك بتركيب كلا نوعي المقطع، وهذه الدوائر تعرف بـ:
- مقطعات بمستويين.